# Aeroportul Municipal Madera
Aeroportul Municipal Madera (IATA: MAE, ICAO: KMAE, FAA LID: MAE) este un aeroport din California, Statele Unite ale Americii ce deservește zona Madera⁠(d). A fost numit după zona deservită.
Situat la o altitudine de 78 m, aeroportul dispune de 2 piste.

## Infrastructură

### Piste
Aeroportul dispune de 2 piste. Pista 08/26 are suprafața de asfalt și dimensiunile 3.702 picioare × 150 picioare. Pista 12/30 are suprafața de asfalt și dimensiunile 5.545 picioare × 150 picioare. 